# Khiêu dâm trên Internet
Khiêu dâm trên Internet là bất kỳ hình thức khiêu dâm có thể truy cập trên Internet, chủ yếu qua các website, chia sẻ file mạng ngang hàng, hoặc trên các nhóm tin Usenet. Việc công chúng được truy cập phổ biến World Wide Web vào cuối những năm 1990 dẫn tới sự gia tăng của nội dung khiêu dâm trên Internet.
Một nghiên cứu năm 2015 cho thấy có thay đổi "nhảy vọt" về tổng thời lượng xem nội dung khiêu dâm trong vài thập kỷ qua, với sự gia tăng lớn nhất xảy ra giữa những người sinh năm 1970 và những người sinh ra trong những năm 1980. Mặc dù các tác giả của nghiên cứu này ghi nhận sự gia tăng này là "nhỏ hơn so với trí tuệ thông thường có thể dự đoán," nó vẫn khá đáng kể. Trẻ em sinh ra từ những năm 1980 trở đi cũng là những người đầu tiên lớn lên trong một thế giới mà họ có quyền truy cập vào Internet bắt đầu từ những năm tuổi thiếu niên và việc tiếp xúc sớm và truy cập vào nội dung khiêu dâm trên Internet có thể là động lực chính cho sự gia tăng xem nội dung khiêu dâm. Các loạt hội nghị về giới tính và công nghệ Arse Elektronika dành riêng cuộc họp năm 2007 của họ cho những gì họ gọi là pr0nnovation. Thuật ngữ này xuất phát từ một bài trình bày quan trọng của nhà lý thuyết văn hoá Mark Dery và xuất bản một độc giả về chủ đề này.
Tính đến  năm 2018, một công ty đơn lẻ MindGeek, đang sở hữu và điều hành nhiều trang web khiêu dâm phổ biến, bao gồm các dịch vụ chia sẻ video Pornhub, RedTube, và YouPorn, cũng như các nhà sản xuất phim khiêu dâm producers Brazzers, Digital Playground, Men.com, Reality Kings, và Sean Cody. Công ty này đã bị buộc tội là độc quyền.

## Đối tượng người xem theo giới tính
Phần lớn người xem thể loại phim khiêu dâm trên mạng là nam giới; còn nữ giới lại có xu hướng thích đọc tiểu thuyết tình cảm và fan fic khiêu dâm hơn. Phụ nữ chiếm khoảng một phần tư đến một phần ba số khách truy cập vào các trang web khiêu dâm nổi tiếng, nhưng chỉ có 2% số người đăng ký để trả tiền cho các trang web này. Những người đăng ký có tên nữ được gắn cờ là dấu hiệu của sự gian lận thẻ tín dụng tiềm năng, bởi vì "rất nhiều khoản phí này dẫn đến việc một người vợ hay người mẹ tức giận yêu cầu hoàn lại tiền cho việc lạm dụng thẻ của mình.